# H波段 (紅外)

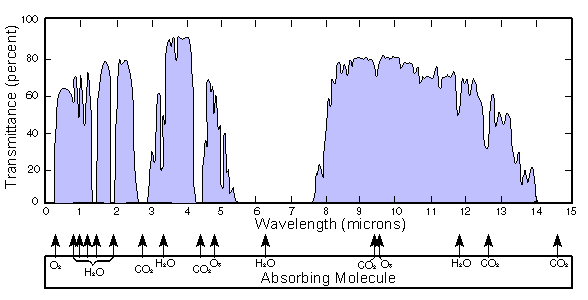
紅外大氣窗口。H波段是以1.65微米為中心的透射窗口。

H 波段在紅外天文學是指以1.65微米為中心的大氣傳輸窗口，其半峰全寬為0.35微米（近紅外）。
除了水蒸氣的有限吸收量外，地球大氣層在H波段覆蓋的波長處高度半透明。與其它波段相比，該窗口被紅外過量污染的可能性也明顯較小。
該波段可用於一系列紅外觀測，包括太陽黑子的成像、晚型恒星的光譜研究，以及太陽系中外星渦旋或火山活動等行星現象的成像。此外，恆星大氣在H波段是高度透明的，窗口中的星光來自恆星大氣中比其它任何波段都更深的地方。它還包括對幾組譜線的訪問，包括一氧化碳和氰化物。